# Doithrix villosa
Doithrix villosa är en tvåvingeart som beskrevs av Ole Anton Saether och James E. Sublette 1983. Doithrix villosa ingår i släktet Doithrix och familjen fjädermyggor. Inga underarter finns listade i Catalogue of Life.